# Dig In
Dig In is een nummer van de Amerikaanse rockzanger Lenny Kravitz uit 2001. Het is de eerste single van zijn zesde studioalbum Lenny.
Het nummer een klein hitje in een aantal landen. In de Amerikaanse Billboard Hot 100 haalde het de 31e positie. In de Nederlandse Top 40 haalde het de 40e positie, en in Vlaanderen haalde het de 17e positie in de Tipparade.